# Eilema gina
Eilema gina är en fjärilsart som beskrevs av Okano 1954. Eilema gina ingår i släktet Eilema och familjen björnspinnare. Inga underarter finns listade i Catalogue of Life.